# Brandenburg op het Bundesvision Song Contest
Brandenburg is een van de zestien Duitse deelstaten die deelnemen aan de Bundesvision Song Contest.

## Overzicht
Brandenburg presteert meestal matig op de Bundesvision Song Contest. De eerste drie edities eindigde Brandenburg respectievelijk op de achtste, tiende en vijftiende plek. In 2008 kwam er een uitschieter van formaat. Laith Al-Deen zorgde met het nummer Du voor de eerste zege voor Brandenburg. Maar na deze zege ging het opnieuw bergaf voor de Oost-Duitse deelstaat. In 2012 eindigde Brandenburg zelfs op de laatste plek, al werd een jaar later wel weer een vierde plaats bereikt.

## Deelnames
| Jaar | Artiest                        | Lied                               | Plaats | Punten | Taal  |
| ---- | ------------------------------ | ---------------------------------- | ------ | ------ | ----- |
| 2005 | Virginia Jetzt!                | Wahre Liebe                        | 8      | 54     | Duits |
| 2006 | Diane Weigmann                 | Hast du kurz Zeit?                 | 10     | 35     | Duits |
| 2007 | Beatplanet                     | Dreh dich um und geh               | 15     | 11     | Duits |
| 2008 | Subway to Sally                | Auf Kiel                           | 1      | 147    | Duits |
| 2009 | Sven van Thom                  | Jaqueline (ich hab Berlin gekauft) | 9      | 37     | Duits |
| 2010 | Das Gezeichnete Ich            | Du, Es und Ich                     | 5      | 87     | Duits |
| 2011 | Doreen                         | Wie konntest du nur?               | 13     | 12     | Duits |
| 2012 | Mellow Mark feat. Nina Maleika | Bleib bei mir                      | 16     | 8      | Duits |
| 2013 | Keule                          | Ja genau!                          | 4      | 94     | Duits |
| 2014 | Kitty Kat                      | Hochhaus                           | 15     | 10     | Duits |
| 2015 | Ewig                           | Ein Geschenk                       | 8      | 50     | Duits |

## Festivals in Brandenburg
| Jaar | Plaats  | Zaal             | Presentatoren               |
| ---- | ------- | ---------------- | --------------------------- |
| 2009 | Potsdam | Metropolis-Halle | Stefan Raab en Johanna Klum |

Baden-Württemberg · Beieren · Berlijn · Brandenburg · Bremen · Hamburg · Hessen · Mecklenburg-Voor-Pommeren · Nedersaksen · Noordrijn-Westfalen · Rijnland-Palts · Saarland · Saksen · Saksen-Anhalt · Sleeswijk-Holstein · Thüringen